# كولن كيركهام
كولن كيركهام (بالإنجليزية: Colin Kirkham) هو عداء مراثوني بريطاني، ولد في 30 أكتوبر 1944 في نوتنغهام في المملكة المتحدة.

## وصلات خارجية
- كولن كيركهام على موقع ThePowerOf10.info (الإنجليزية)
- كولن كيركهام على موقع أوليمبيديا (الإنجليزية)
- كولن كيركهام على موقع اللجنة الأولمبية البريطانية (الإنجليزية)
- كولن كيركهام على موقع اتحاد ألعاب الكومنولث (مؤرشف) (الإنجليزية)